# Taïmouraz Mamsourov
Taïmouraz Dzambekovitch Mamsourov (en ossète : Мамсыраты Дзамбечы фырт Таймураз, en russe : Таймураз Дзамбекович Мамсуров), né le 13 avril 1954 à Beslan, est un homme politique russe. Il est chef de la république d'Ossétie-du-Nord-Alanie de 2005 à 2015.

## Biographie
Né dans une famille ossète, Mamsourov reçoit une formation d'ingénieur en génie civil à l'Institut des mines et de métallurgie du Caucase-Nord à Ordjonikidzé (aujourd'hui Vladikavkaz). Diplômé en 1976, il travaille deux ans dans son domaine de spécialité avant d'entamer une carrière au sein du Komsomol puis du PCUS, à Moscou et en Ossétie du Nord. Il reçoit une formation complémentaire en histoire à l'Académie des sciences sociales du Comité central, et en reçoit un diplôme doctoral en 1989.
En 1983, il devient premier secrétaire du comité régional nord-ossète du Komsomol, et est élu pour la première fois en 1985 au sein du Soviet suprême de la république. Après la chute de l'URSS, il poursuit une carrière politique régionale en Ossétie du Nord. Il est élu vice-président du Soviet suprême de la république en 1994, dirige le district Pravoberejny à compter de 1995. De février 1998 à octobre 2000, il est chef du gouvernement. Entre le 19 octobre 2000 et le 7 juin 2005, il préside le Parlement de la république.
Il cultive à partir de 2000 des liens étroits avec le président russe Vladimir Poutine et devient en mars 2002 secrétaire général pour l'Ossétie du Nord du parti de Poutine, Russie unie. Lorsque le président Alexandre Dzasokhov, affaibli par les controverses consécutives à la prise d'otages de Beslan, démissionne le 31 mai 2005, Mamsourov est le remplaçant idéal aux yeux du pouvoir central russe, d'autant que deux de ses propres enfants ont été blessés lors de la prise d'otages. Sa candidature, proposée par Vladimir Poutine comme « chef de la République » est entérinée par le Parlement nord-ossète le 7 juin.
Depuis lors, Mamsourov entretient son poids politique à Moscou en siégeant au Conseil suprême du parti Russie unie depuis janvier 2008, et au Présidium du Conseil d'État de la fédération de Russie.
À l'issue de son second mandat de cinq ans, il est déchargé de ses fonctions le 5 juin 2015 par le président Poutine et remplacé par Tamerlan Agouzarov, député à la Douma.